# Barwice

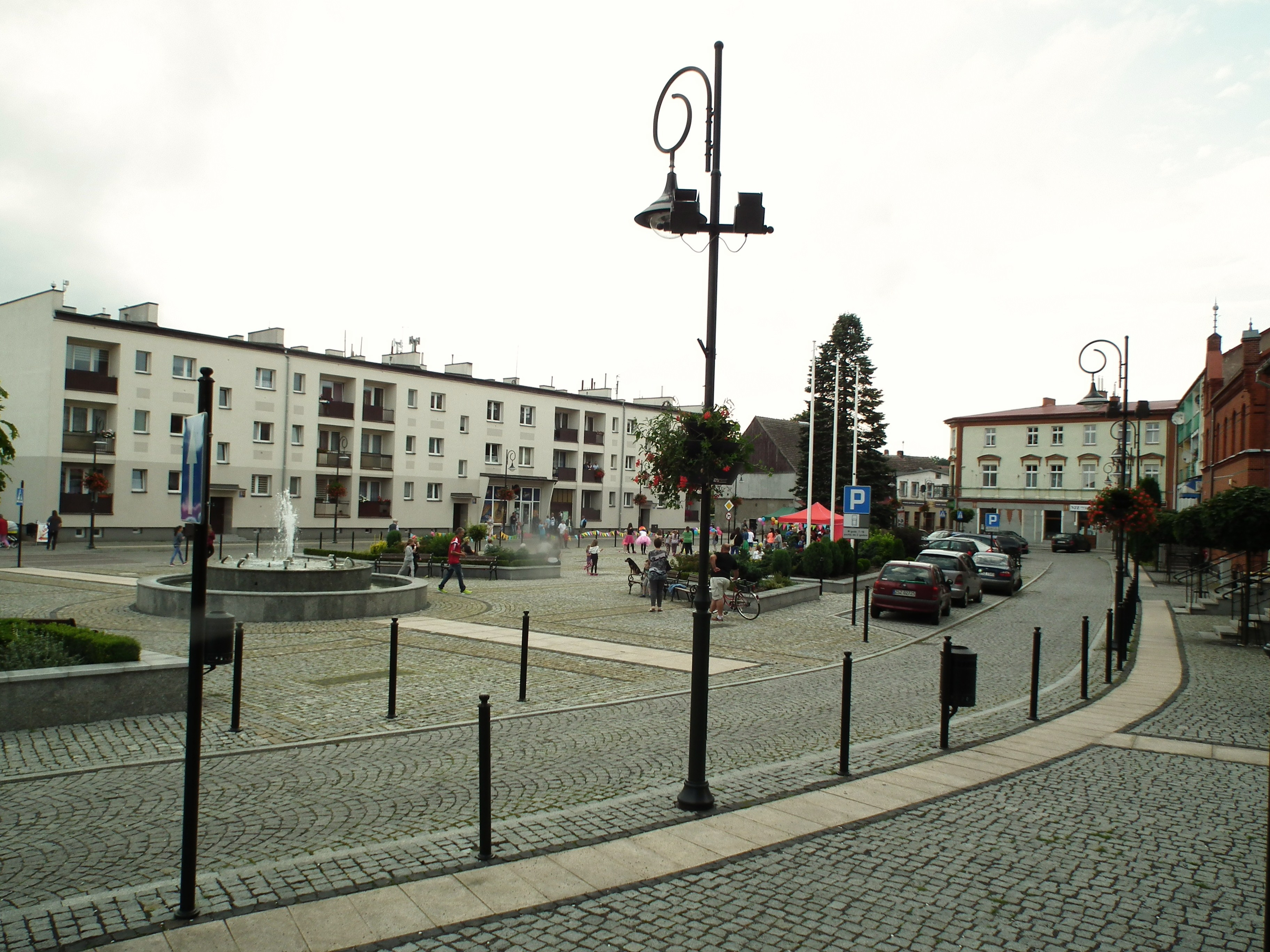
Rynek

Barwice (do 1945 r. niem. Bärwalde) – miasto w północnej Polsce, w województwie zachodniopomorskim, w powiecie szczecineckim, nad rzeką Gęsią (lewy dopływ Parsęty). Siedziba gminy miejsko-wiejskiej Barwice znajduje się w ratuszu z końca XIX wieku.
Według danych z 1 stycznia 2018 Barwice liczyły 3 742 mieszkańców.

## Położenie
Część gminy położona jest w Drawskim Parku Krajobrazowym, otulina to 1906 ha wzdłuż rzeki Dębnicy.
Według danych z 1 stycznia 2010 r. powierzchnia miasta wynosiła 7,50 km².

## Osiedla
- Korzec
- Łeknica
- Piaski Pomorskie

## Demografia
Według danych z 30 czerwca 2010 r. miasto miało 3713 mieszkańców.
Piramida wieku mieszkańców Barwic w 2014 r.

## Nazwa
Barwice zostały zapisane w 1282 r. jako Barwitz, które wywodzi swoją nazwę od wyrazu barw (tj. wieprz). Według sugestii Huberta Górnowicza nazwa miasta jest sprowadzana przez onomastów do postaci Barwica, którą mogła być kiedyś nazwa rzeki przeniesiona na miejscowość, jak w przypadku nazw Łeba i Reda. Niemiecka nazwa Bärwalde powstała poprzez odniesienie do rzeczownika Bär (pol. niedźwiedź) i dodanie strukturalnego członu Wald(e) (pol. las).
Zaś według historii rodu von Glasenapp to ich przodek, Bertold Borgwall, był założycielem miasta Barwice. Jego nazwa powstała od „Bertoldswall”, a przez usunięcie drugiej sylaby powstała nazwa „Berwall”, która wypowiadana była w gwarze ludowej jako „Berwoll”. Z „Ber” utworzył się „Bär”, a „Wall” przekształcił się w „Wald”. O niedźwiedziach w tutejszych lasach nic nie wiadomo. Najprawdopodobniej inspiracją do stworzenia herbu miasta była jego nazwa i po raz pierwszy wykuto go (herb) około 1500 roku. Niedźwiedź, podobnie jak w herbie Berlina, ma symbolizować zapewne siłę.
Na polskiej mapie wojskowej z 1936 r. przy oznaczeniu miasta podano polski egzonim Berwałd. Taka też nazwa występuje w Słowniku geograficznym Królestwa Polskiego z 1880 roku. Nazwę Barwice ustalono urzędowo w 1946 r.

## Historia
Osada słowiańska na szlaku solnym z Kołobrzegu do Wielkopolski. Pierwsza wzmianka o Barwicach pochodzi z 1286 r., gdy Przemysł II podarował wieś templariuszom. Prawa miejskie lubeckie osada otrzymała prawdopodobnie w XIV w., w każdym razie przed 1409 r. Barwice są miastem, które w wielowiekowych dziejach przybierało co najmniej trzy nazwy. Jako starosłowiański gród do XII w. nosiło nazwę Barwica. Druga, niemiecka, nazwa Bärwalde powstała z połączenia członów Bär (niedźwiedź) i Walde (las). Do XVII w. były to tereny kaszubskie. W XVIII w. emigranci z Francji założyli tu wytwórnię tytoniu. W 1804 roku w Barwicach mieszkało 15 Żydów, zaś 1812 roku 14 rodzin żydowskich. W XIX w. powstała fabryka płatków ziemniaczanych, tartak, cegielnia. W latach 1935–1938 Żydzi zmuszeni byli ostatecznie porzucić majątki lub sprzedać za bezcen. W Barwicach w przeddzień wybuchu II wojny światowej mieszkało 6 osób pochodzenia żydowskiego. Spośród nich 3 osoby zostały deportowane w 1943 roku z Berlina do obozu Auschwitz. Niemcy utworzyli w mieście podobóz pracy przymusowej obozu jenieckiego Stalag II B, w którym przetrzymywali jeńców francuskich i belgijskich. Nazwa Barwice ustalona została po przyłączeniu tych ziem do Polski po zakończeniu II wojny światowej. Odbudowane i rozbudowane po wojnie posiada obecnie kilka zakładów przemysłowych.
W latach 1954–1972 miasto było siedzibą władz gromady Barwice, ale nie należało do niej. 

## Zabytki
- park dworski, pozostałość po dworze[14].

## Wspólnoty wyznaniowe

### Kościół katolicki
Jedna parafia:
- parafia św. Stefana, z neogotyckim kościołem z 1864.

## Transport

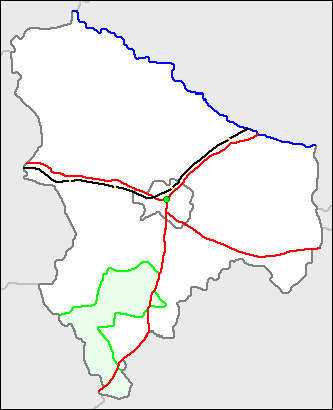
Barwice

Połączenia drogowe: drogi powiatowe i gminne łączą Barwice z miejscowościami na terenie gminy, wojewódzkie łączą Barwice z miejscowościami gmin sąsiadujących: Połczyn-Zdrój, Borne Sulinowo, Czaplinek, Grzmiąca i Szczecinek.
W mieście krzyżują się drogi wojewódzkie:
- droga wojewódzka nr 171 kierunek Czaplinek-Barwice-Bobolice
- droga wojewódzka nr 172 kierunek Połczyn-Zdrój-Barwice-Szczecinek

Przez miasto przebiega też linia kolejowa nr 410 (nieczynna) do Połczyna-Zdroju.

## Sport
- MGLKS Błonie Barwice – sekcja piłki nożnej.

## Polityka

### Władze miasta
Mieszkańcy Barwic wybierają do swojej rady miejskiej 6 radnych (6 z 15). Pozostałych 9 radnych wybierają mieszkańcy terenów wiejskich gminy Barwice. Organem wykonawczym jest burmistrz. Siedzibą władz jest budynek przy ul. Zwycięzców.
Burmistrzowie Barwic od 2002 r.:
- Zenon Maksalon (od 2002)[16]
- Mariusz Kieling (2018–2024)
- Robert Zborowski (od 2024)

Miasto należy do Związku Miast i Gmin Dorzecza Parsęty.
Mieszkańcy Barwic wybierają posłów z okręgu wyborczego nr 40, senatora z okręgu wyborczego nr 100, a posłów do Parlamentu Europejskiego z okręgu wyborczego nr 13.

### Miasta partnerskie
- Malente[17]